# Flexamia gramineus
Flexamia gramineus är en insektsart som beskrevs av Delong 1926. Flexamia gramineus ingår i släktet Flexamia och familjen dvärgstritar. Inga underarter finns listade i Catalogue of Life.